# City on Fire
City on Fire är en Hongkongactionfilm från 1987   som är skriven och regisserad av Ringo Lam.
Filmen hjälpte bland annat till att etablera Chow Yun Fats actionstjärna-status i Asien ytterligare, efter hans medverkan i filmen A Better Tomorrow 1986.

## Rollista
- Chow Yun Fat
- Sun Yueh
- Danny Lee
- Carrie Ng
- Roy Cheung
- Maria Cordero